# Colona erecta
Colona erecta là một loài thực vật có hoa trong họ Cẩm quỳ. Loài này được (Pierre) Burret mô tả khoa học đầu tiên năm 1926.